# Charley Borah
Pour les articles homonymes, voir Borah.
Charles Edward « Charley » Borah (né le 11 novembre 1906 à Fairfield — mort le 4 novembre 1980 à Phoenix) est un athlète américain, spécialiste du sprint.

## Biographie
Il remporte la médaille d'or lors du relais 4 × 100 m des Jeux olympiques de 1928, en égalant le record du monde en 41 s 0. Il a égalé à deux reprises le record du monde de Charlie Paddock sur 100 yards, en 9 s 6.